# Juan Eloy Valenzuela y Mantilla
Juan Eloy Valenzuela Mantilla (1756-1834), fue un sacerdote y botánico eminente, más conocido por su participación en la expedición botánica iniciada en 1783.

## Biografía
Nacido en San Juan de Girón, durante el Virreinato de la Nueva Granada, jurisdicción de Tunja, en el territorio del actual departamento de Santander, murió en Bucaramanga el 19 de abril de 1834 por causa de un atentado.
Fue puesto bajo tutela del eminente naturalista José Celestino Mutis. Se graduó en Cánones y Teología por la Universidad del Rosario. Subdirector de la Real Expedición Botánica del Nuevo Reino de Granada en 1783, sus principales aportes a la botánica neogranadina fueron el descubrimiento de la hierba Hidrolea (con aplicaciones paliativas para el cáncer para su época), también una especie de grevia, una especie de coratella y dos variedades de las malvas, malvas moñitos y malvas garay.
También se desempeñaría como profesor de filosofía, matemáticas e historia natural en la Universidad del Rosario, así mismo impartiría cursos de filosofía en el Colegio San Bartolomé. El 4 de agosto de 1786 toma posesión de la parroquia de Bucaramanga.

## Obra
- Flora de Bucaramanga (inédito)
- Primer diario de la expedición botánica del Nuevo Reino de Granada. publicado el 29 de abril de 1783.
- Descripción de una turma silvestre, tan útil como las que se cultivan, pero enteramente desconocida de las gentes, y tal vez ignorada de los botánicos.
- Resumen de las quinas que se han exportado por el puerto de Cartagena desde 1802 hasta 1807.

En el área metropolitana de Bucaramanga, en el municipio de Floridablanca, existe un jardín botánico , que como homenaje a su memoria, lleva su nombre.